# David Gottfried Gerhard

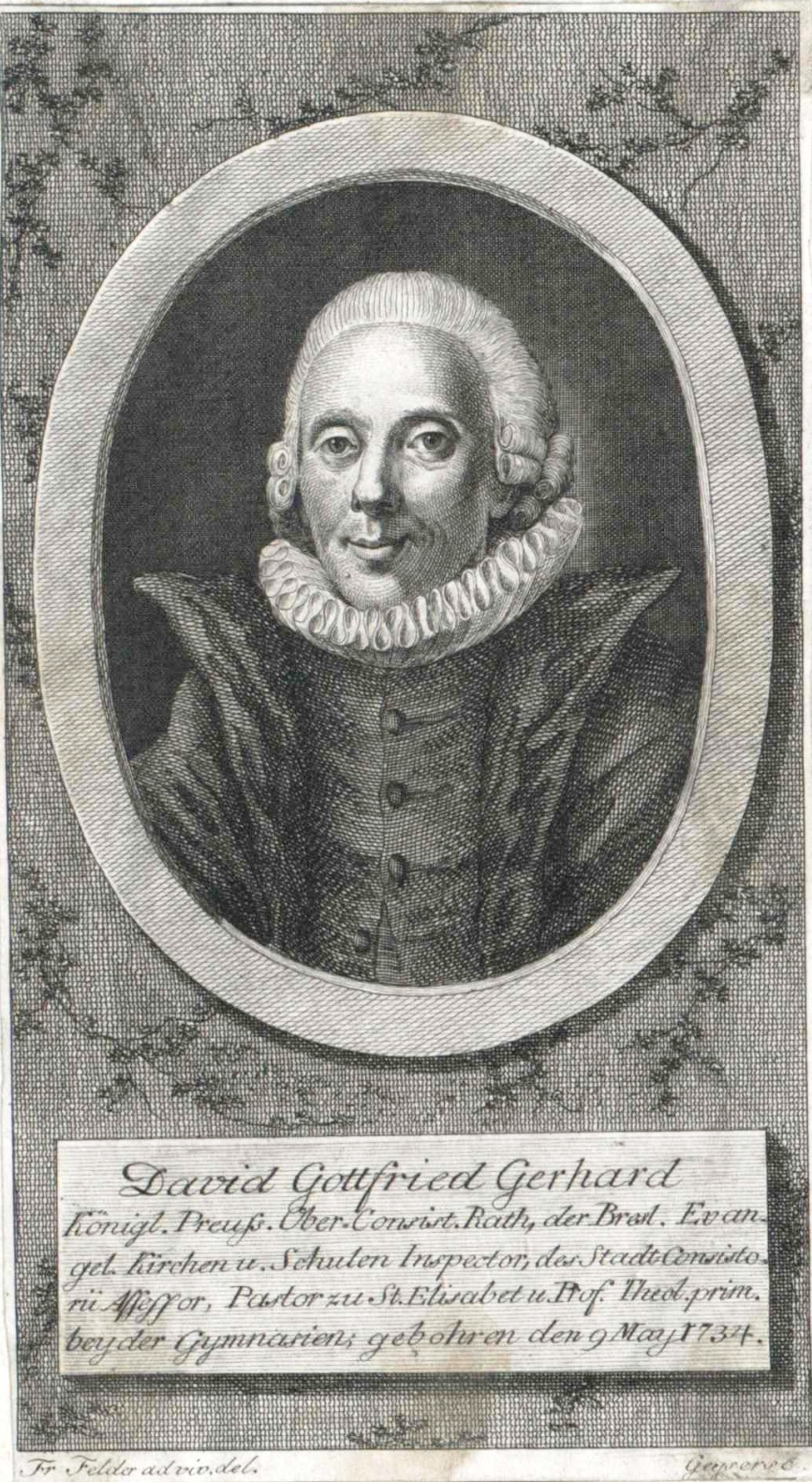
Stich von Christian Gottlieb Geyser nach Fr. Felder

David Gottfried Gerhard (* 9. Mai 1734 in Herrnlauersitz bei Wohlau; †  29. August 1809) war ein deutscher evangelischer Geistlicher.

## Leben
David Gottfried Gerhard war der Sohn eines Pfarrers. Früh verlor er seine Eltern und wurde dann von dem Breslauer Ratsherrn Waltsgott unterstützt. Er studierte ab 1754 in Halle Theologie und wurde dort vor allem von Siegmund Jakob Baumgarten geprägt. 1759 wurde er zum Prediger an St. Trinitatis in Breslau bestellt. 1778 wurde Gerhard Pfarrer an der Elisabethkirche und damit an die Spitze der Breslauer Geistlichkeit berufen sowie zum Oberkonsistorialrat ernannt. 1780 gründete er ein Schulhalterseminar und machte sich damit um das Volksschulwesen verdient. Theologisch war er Supranaturalist. 1797 wurde er zum Ehrendoktor der Universität Halle ernannt.
Im Juli 1798 erhielt Gerhard den Auftrag zur Ausarbeitung eines neuen evangelischen Gesangbuches für Schlesien, 1800 wurde es erstmals in Gebrauch genommen.